# Sonic the Hedgehog Chaos
Sonic the Hedgehog Chaos est un jeu vidéo de plate-forme, développé par Aspect, sorti sur Master System et Game Gear en 1993. Aux États-Unis, il est connu sous le nom de Sonic Chaos. Le jeu est sorti au Japon uniquement sur Game Gear sous le nom de Sonic & Tails.
Il s'agit du premier jeu Sonic sur ces consoles qui ne soit pas une adaptation d'un titre Mega Drive.

## Scénario
Eggman a mis la main sur l'émeraude du chaos rouge. À la suite de cela, les cinq autres ont perdu leur stabilité et ont glissé dans une dimension parallèle. Leur disparition bouleverse le monde de Sonic et South Island commence à sombrer.
Sonic et Tails partent donc récupérer les cinq émeraudes pour sauver l'île et ses habitants.

## Système de jeu
Le joueur dirige soit Sonic, soit Tails.
Sonic conserve ses capacités habituelles et est le seul à avoir accès aux stages spéciaux, mais il commence avec seulement trois vies et aucun continu.
Tails a les mêmes capacités que Sonic mais peut en plus voler (c'est la première fois que le joueur peut contrôler le vol de Tails dans un jeu Sonic). Il commence le jeu avec cinq vies et trois continus, mais n'a pas accès aux étapes spéciales, nécessaires pour récupérer les émeraudes.
Les étapes spéciales commencent automatiquement lorsque Sonic a récupéré 100 anneaux dans un niveau. Sonic a 60 secondes pour récupérer le maximum d'anneaux dans un parcours aérien de gauche à droite avec possibilité de revenir en arrière à la fin ou au milieu du parcours (avec une perte de temps quand on le fait au milieu).

## Niveaux
Chaque zone compte trois actes, le dernier étant le combat face au boss.
- Zone de la colline turquoise (Turquoise Hill Zone) :

Comme dans beaucoup de jeux Sonic, la première zone est composée de prairies verdoyantes en bord de mer. Les ennemis y sont faibles et les bonus nombreux. Le boss est une sorte de coccinelle géante équipée d'un ressort sur son dos.
- Zone de la gigapôle (Gigapolis Zone) :

Ce niveau se situe dans une ville, la nuit. De très nombreux anneaux s'y trouvent. Le boss est une sorte de chenille géante dont le corps est constitué de boules de métal qu'elle projette sur vous.
- Zone de l’œuf endormi (Sleeping Egg Zone) :

Un niveau identique à un gigantesque puzzle de blocs, dont certains s'effondrent au passage du personnage. Cette zone est particulièrement labyrinthique. Le boss est un robot à l'image de eggman monté sur ressort qui rebondit, cherche à vous écraser et vous tire dessus avec deux canons.
- Zone de la colline verte mécanique (Mecha Green Hill Zone) :

Une version "mécanisée" de la première zone de Sonic 1 sur Mega Drive et master system. Les pièges y sont plus nombreux et la mer a cédé sa place à des zones de sables mouvants. Le boss est un robot qui coulisse le long d'un arbre métallique et qui tire sur vous grâce à un canon.
- Zone de l'aquaplanète (Aqua Planet Zone) :

Un niveau semi-aquatique. Il est ici important de reprendre sa respiration pour éviter le game over. 
Le boss est une sorte de pingouin-robot qui vous tire dessus en sautant.
- Zone de l’œuf électrique (Electric Egg Zone) :

Le repaire de Robotnik. Il s'agit d'un labyrinthe électronique, parcouru de tubes qui vous entraînent à toute vitesse. Le boss est le Docteur Robotnik placé sur une machine équipée de jambes articulées tirant des lasers.

## Différences entre les versions Master System et Game Gear
- L'écran réduit de la Game Gear diminue la vision du jeu, ce qui en augmente la difficulté.

- Certaines musiques du jeu ont été soit retravaillées (Aqua Planet Zone) soit totalement réécrites (Gigalopolis Zone) dans la version Game Gear et l'introduction, qui bénéficiait de la même musique que le dernier niveau dans la version Master System, est accompagnée par un autre morceau.

- L'écran de sélection des personnages est différent.

- Le fond de Mecha Green Hill Zone est orange sur Game Gear (au lieu de vert).

- Sur Game Gear, il y a moins d'anneaux dans la dernière zone et ils sont plus difficiles à atteindre.

- La zone Gigalopolis est renommé Gigapolis dans la version Game Gear (sauf au Japon).

- Les écrans-titres sont différents et le numéro de la zone n'est pas indiqué dans la version Game Gear (sauf au Japon).